# Renato Unterberg
Renato Unterberg (* 28. Oktober 1988) war ein österreichischer Musiker, Komponist und Filmemacher. Auf seinen vier erschienenen Alben bediente er sich verschiedenen Genres aus Folk, Rock, Soul und Pop, bis er im Winter 2022 seine künstlerische Karriere beendete und zum tibetisch-buddhistischen Mönch ordinierte.

## Musik
Unterbergs erstes Album The Cinnamon Nights entstand von 2008 in einem zweijährigen Aufnahmeprozess in der Kommune Mildenburg 11 in Salzburg. Es ist ein Konzeptalbum auf dem auch Gastmusiker und Sänger aus den Salzburger Bandprojekten The Merry Poppins und Meetin`Moa zu hören sind und umfasst 12 Titel, darunter auch einige Instrumentalstücke und Soundscapes.
Das zweite Album Yelling with the Pantomime entstand 2012 im Rahmen mehrerer Recording-Sessions im Proberaum des MARKfreizeitKultur in Salzburg und wurde auf einer Tournee in Österreich, im Klub Masterskaya in Moskau, beim Imagine Festival in Rumänien und mehreren Festivals in Slowenien präsentiert. Die beiden ersten Alben wurden von Benjamin Lageder aufgenommen und von Thomas J. Aichinger mitproduziert.
Im Sommer 2014 wurde das dritte Album In Good Company in Sachsenburg aufgenommen. Das Album wurde von Arno Briggman mitproduziert und im Rahmen einer Tournee auch im Wiener Porgy and Bess präsentiert.
Nach einem zweijährigen Aufenthalt in Indien erschien im Juni 2017 das vierte Album Letter from a Friend, welches zum Großteil von Unterberg allein eingespielt und im Keller der Künstler-WG Danklstraße 2 in Salzburg aufgenommen wurde. Auf einhundert Stück Limited-Edition Vinyls erscheinend wurde die LP im Ö1 Kulturzelt am Donauinselfest präsentiert.

## Buddhismus
Seit 2015 näherte sich Renato Unterberg immer mehr dem Tibetischen Buddhismus an. Im Juni 2021 erschien der Film Letter from a Friend, welcher den Prozess vom Rockmusiker zum tibetisch-buddhistischen Mönch in Form eines musikalischen Roadmovies zeigt. Gedreht in über sechs Jahren (2013 bis 2019) auf analogem Super 8 Material bei Konzerten und Indien-Reisen, zeichnen die Aufnahmen ein intimes Porträt des Musikers, der im Unterwegssein nach Wahrheit sucht und diese für sich im buddhistischen Kloster Tushita im Norden Indiens findet.
Im Winter 2022, nach fünfjährigem Studium der buddhistischen Philosophie im Instituto Lama Tsonkhapa in Italien und im Kloster Nalanda in Südfrankreich, wurde Renato Unterberg im nepalesischen Kloster Kopan in Kathmandu buddhistischer Mönch und trägt seitdem den Namen Thubten Wangdu. Seither lebt, praktiziert und lehrt er Buddhismus in Dharamsala, Indien. 

## Diskografie
EPs
- 2010: "A Lullaby" EP (Mildenburg Records)

Alben
- 2010: The Cinnamon Nights (Scream Records)
- 2012: Yelling With The Pantomime (Mildenburg Records)
- 2014: In Good Company (Mildenburg Records)
- 2017: Letter from a Friend (Mildenburg Records)

## Belege
1. ↑  MARKfreizeitKultur
2. ↑  Kloster Tushita
3. ↑  Instituto Lama Tsonkhapa
4. ↑  Kloster Nalanda
5. ↑  Kloster Kopan